# In a Perfect World...
In a Perfect World..., debiutancki album studyjny wydany przez amerykańską wokalistkę Keri Hilson dnia 24 marca 2009 nakładem wytwórni Universal Music. Początkowo premiera płyty miała odbyć się w roku 2007, jednak w związku z ograniczeniami finansowymi oraz niskim zainteresowaniem singli promujących wydawnictwo wydanie albumu kilkakrotnie przekładano ostatecznie ustalając datę premiery na rok 2009. Krążek zadebiutował na pozycji #4 notowania najpopularniejszych wydawnictw muzycznych w Stanach Zjednoczonych sprzedając się w pierwszym tygodniu w postaci 94.000 egzemplarzy.

## Informacje o albumie
W pracach nad materiałem zawartym na krążku, Keri Hilson wspomagało wielu znanych producentów, którzy znani ze współpracy z innymi artystami stworzyli topowe piosenki. Głównymi producentami albumu stali się Timbaland oraz Polow da Don, którzy czuwali zarówno nad muzyczną jak i liryczną warstwą wydawnictwa wraz z Danją, The Runawayz, Kingiem Loganem, czy Cory Boldem. Swój wkład w teksty utworów mieli Jim Beanz, Justin Timberlake, Ne-Yo i The Clutch. W jednym z wywiadów Hilson wyjaśniła koncepcję tytułu nadanemu krążkowi - "to moja droga do tego, by uświadomić ludzi z faktem, że nikt i nic na świecie nie jest doskonałe. Żaden z nas nie uniknie ciężkich związków, czy rozterek miłosnych. Bardzo ważne było dla mnie stworzenie piosenek, które będzie można powiązać z rzeczywistością. Nie chciałam stworzyć krążka, który ukazywałby mnie perfekcyjną, bo po prostu nikt taki nie jest i nie będzie".
W wywiadzie udzielonym magazynowi Rap-Up wokalistka wyznała, iż jednym z jej pragnień ważących na ambicji była współpraca z Kanye Westem oraz Ne-Yo, jednak dodała, że fakt ich wspólnego gościnnego udziału w jednym utworze był przypadkiem. Kompozycję, w której raper miał udzielić swojego wokalu zaś wybrał sam po przesłuchaniu kilku dem piosenek. Pozostałymi gościami wokalnymi zostali Akon, Lil Wayne, Timbaland, Keyshia Cole oraz Trina.
W marcu 2009, by promować album Hilson nagrała krótki film. Kilkuminutowy film promocyjny ukazuje Kanye Westa jako miłość wokalistki, zaś podkład muzyczny to utwór "Make Love" zawarty na liście utworów krążka. Wideo ukazało się na oficjalnym kanale YouTube artystki i jest wstępem do fabuły teledysku "Knock You Down".

## Single
W wywiadzie udzielonym witrynie internetowej Concrete Loop w roku 2007 Hilson wyznała, iż pierwszym singlem promującym krążek jest utwór "Happy Juice" wyprodukowany przez Danję, zaś kompozycja ta ukaże się pod koniec roku. Plany te jednak wycofała decyzja wytwórni muzycznej wokalistki tłumacząc swoją decyzję cięciami budżetowymi. Data premiery zarówno singla jak i albumu została przesunięta, a ostatecznie piosenka "Happy Juice" nie promowała wydawnictwa oraz nie została umieszczona na liście utworów.
- Pierwszym singlem promującym album stała się ballada "Energy" wydana dnia 27 maja 2008. Utwór wydany został jedynie w Ameryce Północnej oraz Nowej Zelandii, jednak piosenka znalazła się na notowaniach w kilku krajach europejskich. Data wydania kompozycji w Wielkiej Brytanii została anulowana ze względu na fakt niskiego zainteresowania utworem w rodzimym kraju artystki. "Energy" zyskał popularność jedynie w Nowej Zelandii, gdzie w tamtejszym zestawieniu najczęściej kupowanych singli ballada znalazła się na pozycji #2[16].
- Drugim międzynarodowym singlem promującym wydawnictwo stała się kompozycja "Return the Favor" wydana dnia 7 października 2008 i zarejestrowana z gościnnym udziałem Timbalanda. Singel nie zyskał na popularności w Stanach Zjednoczonych, przez co nie znalazł się na notowaniach w tym kraju. Utwór ukazał się jako pierwszy singel w Wielkiej Brytanii oraz Europie, gdzie w tamtejszych zestawieniach najpopularniejszych singli zajął pozycje w Top 20 notowań[16].
- Trzeci singel prezentujący krążek, utwór "Turnin' Me On" z gościnnym udziałem rapera Lil Wayne'a wydany został dnia 25 listopada 2008 jedynie w Stanach Zjednoczonych oraz Nowej Zelandii, gdzie zyskał popularność w roku 2009. Kompozycja stała się pierwszym solowym singlem, który zajął pozycję w Top 20 zestawienia najczęściej sprzedawanych singli w rodzimym kraju artystki[16]. Utwór znalazł się na miejscu #2 notowania Billboard Hot R&B/Hip-Hop Songs, stając się pierwszym singlem Hilson w Top 10 listy przebojów[17].
- Czwartym singlem stała się kompozycja "Knock You Down" zarejestrowana z udziałem Kanye Westa oraz Ne-Yo wydana dnia 24 marca 2009. Utwór został drugą piosenką promującą wydawnictwo w Wielkiej Brytanii i Europie. Singel z powodu popularności zyskał wysokie miejsca na oficjalnych notowaniach, stając się sygnaturalnym utworem Keri Hilson. Piosenka zajęła głównie pozycje w Top 10 światowych list przebojów oraz stała się pierwszym solowym singlem wokalistki, który znalazł się na szczycie nowozelandzkiego notowania[16]. "Knock You Down" w tymże kraju, podobnie jak w Stanach Zjednoczonych odznaczony został złotą płytą[18][19].
- Utwór "Slow Dance" stał się piątym singlem promującym krążek. Kompozycja wydana dnia 21 lipca 2009[20] nie zyskała sukcesu komercyjnego, nie debiutując na notowaniu Billboard Hot 100, zaś osiągając pozycję #49 w zestawieniu Billboard Hot R&B/Hip-Hop Songs.

I Like Edition / New Version
- Pierwszym singlem promującym edycję I Like Edition krążka stał się utwór "I Like" wydany jedynie na niemieckim rynku muzycznym dnia 11 grudnia 2009[21]. Kompozycja zyskała wysoką popularność debiutując na szczycie zestawienia najchętniej kupowanych singli w Niemczech[22]. Piosenka znalazła się na ścieżce dźwiękowej do niemieckiego filmu Zweiohrküken, zaś teledysk promujący utwór zawiera wybrane fragmenty obrazu filmowego.

## Lista utworów
Wersja standardowa
1. "Intro" — 1:29
2. "Turnin' Me On" (featuring Lil Wayne) (Keri Hilson, Jamal Jones, Dwayne Michael Carter, Zak Wallace) — 4:08
3. "Get Your Money Up" (featuring Keyshia Cole & Trina) (Keri Hilson, Jamal Jones, Eddie Hayes) — 3:16
4. "Return the Favor" (featuring Timbaland) (Keri Hilson, Walter Millsap, Timothy Mosley, The Clutch) — 5:29
5. "Knock You Down" (featuring Kanye West & Ne-Yo) (Keri Hilson, Marcella Araica, Kevin Cossom, Shaffer Smith, Kanye West, Nathaniel Hills) — 5:26
6. "Slow Dance" (Keri Hilson, Jim Beanz, Jack Harmon, King Logan, Johnkenum Deon Spivery, Justin Timberlake) — 4:22
7. "Make Love" (Polow da Don, Jason Perry, Esther Dean) — 5:22
8. "Intuition" (Keri Hilson, Timothy Mosley) — 4:11
9. "How Does It Feel" (Keri Hilson, Timbaland, Jim Beanz) — 3:58
10. "Alienated" (Keri Hilson, Cory Bold, Timothy Clayton) — 4:34
11. "Tell Him the Truth" (Keri Hilson, Nathaniel Hills, Marcella Araica) — 4:48
12. "Change Me" (featuring Akon) (Keri Hilson, Jamal Jones, Esther Dean, Jason Perry, Matt Goss) — 4:54
13. "Energy" (Louis Biancaniello, Richard Butler Jr., Sam Watters, Wayne Wilkins) — 3:30
14. "Where Did He Go" (Keri Hilson, Timothy Mosley, Nathaniel Hills) — 4:57

Utwór bonusowy Amazon.com
1. "Quicksand" (Keri Hilson, Nathaniel Hills) — 3:03

Japońskie utwory bonusowe
1. "Quicksand" — 3:03
2. "Do It" (Keri Hilson, Durrell Babbs, Joseph A Bereal Jr., Luke Boyd, Roy Hamilton, Anthony M. Jones) — 4:17

Amerykański utwór bonusowy iTunes
1. "Do It" — 4:17

Amerykański utwór bonusowy Wet Seal
1. "Hurts Me" (Timothy Mosley, Hannon Lane, Jim Beanz, Clemente Nelson) — 3:56

Brytyjskie utwory bonusowe
1. "Hurts Me" — 3:56
2. "The Way I Are" — 2:59
3. "Scream" (featuring Timbaland & Nicole Scherzinger) — 5:29

Australijskie i brazylijskie utwory bonusowe
1. "The Way I Are" — 2:59
2. "Scream" (featuring Timbaland & Nicole Scherzinger) — 5:29

I Like Edition / New Version
1. "The Way I Are" — 2:59
2. "Scream" (featuring Timbaland & Nicole Scherzinger) — 5:29
3. "Hurts Me" (polski utwór bonusowy) — 3:56
4. "Do It" — 4:17
5. "I Like" (David Jost, Robin Grubert) — 3:36
6. "I Like" (Manhattan Clique remix) (polski utwór bonusowy) — 6:01

## Pozycje na listach
| Lista sprzedaży (2009)           | Najwyższa pozycja |
| -------------------------------- | ----------------- |
| Irlandia IRMA Albums Chart       | 35                |
| Kanada Albums Chart              | 27                |
| Niemcy IFPI Albums Chart         | 28                |
| Nowa Zelandia RIANZ Albums Chart | 16                |
| Szwajcaria IFPI Albums Chart     | 95                |
| UK BPI Albums Chart              | 22                |
| USA RIAA Billboard 200           | 4                 |
| USA RIAA Top R&B/Hip-Hop Albums  | 1                 |

## Produkcja
- Marcella "Ms. Lago" Araica – operator dźwięku, edytor, mixing
- Jo Baker – stylista
- Matt Bang – asystent operatora dźwięku
- Jim Beanz – aranżer, wokal, aranżacja wokalu, producent wokalny
- Giuliano Bekor – fotografie
- Cory Bold – programowanie, producent, instrumentacja
- Ravaughn Brown – wokale
- Dru Castro – operator dźwięku
- Timothy Clayton – wokale
- Keyshia Cole – gościnnie
- Trina - gościnnie
- Jimmy Douglas – mixing
- Thomas Drayton – gitara
- Cliff Feiman – kierownik produkcji
- Eric Live Florence – keyboard
- Rick Frazier – A&R
- Sharon Gault – stylista
- Yvette Gayle – reklama
- Karen Goodman – marketing
- Mark Gray – mixing
- Carl Ryan - finanse

- Kanye West – gościnnie
- Bernie Grundman – kierownictwo muzyczne
- Keri Hilson – aranżer, aranżer wokalny, producent wokalny
- Jean-Marie Horvat – mixing
- Stephanie Hsu – kreacja
- Monique Idlett – marketing
- Tiffany Johnson – marketing
- Bryan Lee Jones – operator dźwięku
- Lil Wayne – gościnnie
- Tony Maserati – mixing
- Scott Naughton – operator dźwięku
- Ne-Yo – gościnnie
- John D. Norten – operator dźwięku
- Alex Ortiz – operator dźwięku
- Benjamin Reid – operator dźwięku
- Manny Smith – A&R
- Eric Spence – A&R
- Marcus Spence – marketing
- Timbaland – producent, główny producent, gościnnie
- Ianthe Zevos – kreacja

## Daty wydania
| Region            | Data                             | Wytwórnia  |
| ----------------- | -------------------------------- | ---------- |
| Stany Zjednoczone | 24 marca 2009                    | Interscope |
| Kanada            | 24 marca 2009                    | Interscope |
| Francja           | 31 marca 2009                    | Universal  |
| Szwajcaria        | 17 kwietnia 2009                 | Universal  |
| Australia         | 24 kwietnia 2009                 | Universal  |
| Polska            | 24 kwietnia 2009                 | Universal  |
| Wielka Brytania   | 4 maja 2009                      | Polydor    |
| Brazylia          | 19 maja 2009                     | Universal  |
| Japonia           | 8 lipca 2009                     | Universal  |
| Niemcy            | 14 lipca 2009                    | Universal  |
| Niemcy            | 8 stycznia 2010 (I Like Edition) | Universal  |
| Polska            | 23 kwietnia 2010 (New Version)   | Universal  |